# 印度联合邦共产党
印度联合邦共产党（英语：Communist Party of United States of India）是印度的一个地下共产主义政党。该党成立于1997年5月17日，分裂自印度共产党（马列）人民力量。该党主要活动于安得拉邦。相比于阶级斗争，该党更加关注种姓制度问题。该党开展了一些武装斗争。该党的创始人是M. Veeranna，他后来被警察杀害。2001年6月，该党的高级领导人Yerra Narasa Reddy向警方投降。